# 날아라 삼총사
《날아라 삼총사》(Once Upon A Forest)는 미국, 영국에서 제작된 찰스 그로스브너 감독의 1993년 애니메이션, 모험, 가족 영화이다. Rae Lambert가 만든 Furlings 등장인물에 기반을 둔다. 20세기 폭스에 의해 개봉되었고 해나 바베라/ITV Cymru Wales가 제작하였다. 마이클 크로포드 등이 주연으로 출연하였고 데이비드 커슈너 등이 제작에 참여하였다.

## 출연

### 주연
- 마이클 크로포드
- 벤 베린

### 조연
- 엘렌 브레인
- 벤지 그레고리
- 엘리자베스 모스
- 폴 에이딩
- 자넷 월도
- 수잔 실로
- 윌 이스티스
- 찰스 애들러
- 돈 리드
- 로버트 데이비드 홀

## 기타
- 협력프로듀서: 제임스 왕
- 배역: 앨리슨 코윗
- 배역: 마이크 펜튼
- 배역: 주디 테일러